# Jeanette Pettersson
Jeanette Sandra Marie Pettersson (Gotemburgo, 19 de junio de 1956) es una deportista sueca que compitió en natación. Ganó una medalla de bronce en el Campeonato Europeo de Natación de 1974, en la prueba de 4 × 100 m estilos.

## Palmarés internacional
| Campeonato Europeo | Campeonato Europeo | Campeonato Europeo | Campeonato Europeo |
| Año                | Lugar              | Medalla            | Prueba             |
| ------------------ | ------------------ | ------------------ | ------------------ |
| 1974               | Viena (Austria)    | Medalla de bronce  | 4 × 100 m estilos  |